# Большая Лубянка (деревня)
Большая Лубянка — деревня в Захаровском районе Рязанской области. Входит в Сменовское сельское поселение.

## География
Находится в западной части Рязанской области на расстоянии приблизительно 10 км на юг-юго-восток по прямой от районного центра села Захарово.

## История
На карте 1850 года показана как Лубянка с 18 дворами. В 1859 году здесь (тогда деревня Михайловского уезда Рязанской губернии) было учтено 35 дворов , в 1897— 76.

## Население
Численность населения: 276 человек (1859 год), 680 (1897), 46 в 2002 году (русские 96 %), 35 в 2010.